# Виногора
Виногора — деревня в Ганьковском сельском поселении Тихвинского района Ленинградской области.

## История
ВИНОГОРА — деревня Ерёминогорского общества, прихода Капецкого погоста. Река Капша. 

Крестьянских дворов — 13. Строений — 22, в том числе жилых — 14. 

Число жителей по семейным спискам 1879 г.: 27 м. п., 31 ж. п.; по приходским сведениям 1879 г.: 27 м. п., 28 ж. п

В конце XIX — начале XX века деревня административно относилась к Куневичской волости 2-го земского участка 2-го стана Тихвинского уезда Новгородской губернии.

ВИНОГОРА — деревня Ерёминогорского общества, дворов — 16, жилых домов — 24, число жителей: 53 м. п., 34 ж. п. 

Занятия жителей — земледелие, лесные промыслы. Река Капша. Кузница. (1910 год)

С 1917 по 1918 год деревня Виногора входила в состав Куневичской волости Тихвинского уезда Новгородской губернии. 
С 1918 года, в составе Ерёминогорского сельсовета Череповецкой губернии.
С 1924 года в составе Капшинской волости.
С 1927 года в составе Капшинского района.

Деревня Вингора на карте 1932 года

Согласно карте Ленинградской области Северо-западного аэрогеодезического треста ГГУ издания 1932 года деревня насчитывала 13 крестьянских дворов.
По данным 1933 года деревня Виногора входила в состав Ерёминогорского сельсовета Капшинского района Ленинградской области.
В 1940 году население деревни Виногора составляло 137 человек.
В 1958 году население деревни Виногора составляло 101 человек.
С 1963 года в составе Тихвинского района.
По данным 1966, 1973 и 1990 годов деревня Виногора также входила в состав Ерёминогорского сельсовета.
В 1997 году в деревне Виногора Ерёминогорской волости проживали 14 человек, в 2002 году — 11 человек (все русские).
В 2007 году в деревне Виногора Ганьковского СП проживали 5 человек, в 2010 году — также 5.

## География
Деревня расположена в северной части района к западу от автодороги 41А-009 (Лодейное Поле — Тихвин — Чудово).
Расстояние до административного центра поселения — 12 км.
Расстояние до ближайшей железнодорожной станции Тихвин — 56 км.
Деревня находится на правом берегу реки Капша.

## Демография
| 2007 | 2010 | 2017 |
| ---- | ---- | ---- |
| 5    | →5   | ↘4   |

### Национальный состав
Согласно данным Всероссийской переписи населения 2021 года в деревне проживали 4 человека, все русские.